# Длуге (гмина Усьце-Горлицке)
Длу́ге (пол.  Długie, русин. Долге) — несуществующее село в Польше, находившееся на территории гмины Усце-Горлицке Горлицкого повята Малопольского воеводства.

## География
Село располагалось на правом берегу реки Вислоки вдоль дороги на село Вышовадка (сегодня — Вышоватка).

## История
Первые свидетельства о селе относятся к 1541 году, когда участок земли, на котором располагалась деревня, был продан шляхетским родом Войшик роду Стадницких.
В 1881 году в селе было 36 хозяйств, и в нём проживало 247 человек. Большинство жителей были лемками. Во время Первой мировой войны в окрестностях села проходили бои, о чём свидетельствует сохранившееся до нашего времени воинское захоронение.
В 1927 году во время Тылявского раскола жители села перешли в православие.
После Второй мировой войны жители села перебрались на Украину и поселились в районе Львова и Тернополя.
В селе находились православная и грекокатолическая церкви, которые были разобраны на строительные материалы в 1950-х годах.

## Достопримечательности
- Воинское кладбище времён Первой мировой войны. Исторический памятник Малопольского воеводства.
- Старое лемковское кладбище.
- Остатки часовни.